# Wsewołod Romanenko
Wsewołod Wadymowycz Romanenko, ukr. Всеволод Вадимович Романенко (ur. 24 marca 1977 w Kijowie) – ukraiński piłkarz, grający na pozycji bramkarza.

## Kariera piłkarska
Rozpoczął karierę piłkarską w klubie Obołoń Kijów. Potem bronił barw trzeciej i drugiej drużyny Następnymi klubami jego karierze były: Tawrija Symferopol, Zakarpattia Użhorod, Prykarpattia Iwano-Frankowsk i Wołyń Łuck. W 2008 przeszedł do Karpat Lwów, w barwach których zadebiutował 19 lipca 2008. Zimą 2009 przeniósł się do Illicziwca Mariupol, w którym występował do końca 2010. Wiosną 2011 powrócił do Prykarpattia Iwano-Frankowsk. W sierpniu 2011 ponownie został piłkarzem Wołyni Łuck, gdzie grał do zakończenia sezonu 2011/12. W lipcu 2012 został piłkarzem FK Połtawa.